# هارت وايت
هارت وايت (بالإنجليزية: Willard White)‏ (و. 1946  م) هو مغني، ومغني أوبرا، وموسيقي، ومؤدي جامايكي، ولد في كينغستون.

## التعليم
تعلم في مدرسة جوليارد.

## وصلات خارجية
- هارت وايت على موقع IMDb (الإنجليزية)
- هارت وايت على موقع ميوزك برينز (الإنجليزية)
- هارت وايت على موقع قاعدة بيانات برودواي على الإنترنت (الإنجليزية)
- هارت وايت على موقع أول ميوزيك (الإنجليزية)
- هارت وايت على موقع ديسكوغز (الإنجليزية)
- هارت وايت على موقع قاعدة بيانات الفيلم (الإنجليزية)

- هارت وايت في قاعدة بيانات الأفلام على الإنترنت